# Tiler Peck
Tiler Kalyn Peck (Bakersfield, 12 gennaio 1989) è una ballerina statunitense, ballerina principale del New York City Ballet dal 2009.

## Biografia
Nata e cresciuta in California, ha cominciato a studiare danza a due anni nella scuola della madre. Ha esordito a Broadway nel 2000 nel musical The Music Man, in cui danzava le coreografie di Susan Stroman, e, parallelamente, ha cominciato a studiare alla School of American Ballet. Conseguito il diploma, è stata scritturata dal New York City Ballet nel 2004, diventato membro ufficiale del corps de ballet nel 2005, solista nel 2006 e ballerina principale nel 2009. All'interno della compagnia ha danzato in un vasto repertorio che annovera coreografie di George Balanchine, Jerome Robbins, Christopher Wheeldon, Peter Martins e Justin Peck, danzando come protagonista ne La Sylphide, Romeo e Giulietta, Coppélia, La bella addormentata e Il lago dei cigni.
Ha danzato nelle cerimonie dei Kennedy Center Honors nel 2012 e nel 2014, mentre nel 2017 è diventata la prima ballerina classica ad esibirsi a The Ellen DeGeneres Show. Parallelamente all'attività con il NYCB, ha continuato a maturare esperienze attoriali nel teatro musicale e in televisione. Ha interpretato Maria van Goethem nel musical Little Dancer, scritto da Stephen Flaherty e Lynn Ahrens, in cartellone al Kennedy Center (2014) Seattle (2019) e al Theatre Royal Drury Lane (2025), mentre nel 2013 ha interpretato Louise in un allestimento semi-scenico di Carousel in scena a New York e nel 2015 è tornata a Broadway per recitare come Ivy in On the Town. Nel 2020 ha interpretato Sienna Milken nella serie televisiva Tiny Pretty Things, tornando poi a recitare per Netflix nel 2025 nel ruolo della ballerina Eva Cullman in Étoile.
Dopo il matrimonio con il collega Robert Fairchild, contratto nel 2014 e terminato con la separazione nel 2017, nel 2025 si è risposata con Roman Mejia, collega primo ballerino del NYCB.

## Filmografia parziale

### Cinema
- Donnie Darko, regia di Richard Kelly (2001)
- John Wick 3 - Parabellum, regia di Chad Stahelski (2019)

### Televisione
- Ray Donovan - serie TV, episodi 7x1 e 7x2 (2019)
- Tiny Pretty Things - serie TV, episodi 1x6 e 1x7 (2020)
- Étoile - serie TV, 6 episodi (2025)

## Teatro
- The Music Man, libretto e partitura di Meredith Willson, regia di Susan Stroman. Neil Simon Theatre di Broadway (2000)
- Carousel, libretto di Oscar Hammerstein II, partitura di Richard Rodgers, regia di John Rando. Avery Fish Hall di New York (2013)
- Little Dancer, libretto di Lynn Ahrens, partitura di Stephen Flaherty, regia di Susan Stroman. Kennedy Center di Washington (2014), 5th Avenue Theatre di Seattle (2019), Theatre Royal Drury Lane di Londra (2025)
- On the Town, libretto di Betty Comden e Adolph Green, partitura di Leonard Bernstein, regia di John Rando. Lyric Theatre di Broadway (2015)